# Werner ten Kate
W.E. (Werner) ten Kate  (Balkbrug, 1969) is een Nederlands bestuurder en VVD-politicus. Sinds 24 mei 2022 is hij wethouder van Hardenberg.

## Biografie
Ten Kate is geboren op een boerderij in de buurtschap Den Kaat bij Balkbrug. Hij studeerde van 1988 tot 1994 aan de Technische Universiteit Delft en studeerde af in de geodesie (landmeetkunde). Na zijn opleiding is hij beleidsmedewerker, afdelingshoofd en teamleider bij het Kadaster. Van 2001 tot 2007 was hij programmamanager en afdelingshoofd bij de gemeente Ridderkerk. Ten Kate was in de periode 2002−2007 fractievoorzitter van de VVD in Bergschenhoek en Lansingerland.
In 2007 werd Ten Kate wethouder in Lansingerland. Ten Kate werd in 2013 waarnemend burgemeester van Giessenlanden, ter vervanging van burgemeester Els Boot die last kreeg van hartproblemen. Op 1 mei 2018 stopte hij als waarnemend burgemeester van Giessenlanden en ging daarna werken als programmamanager bij de provincie Drenthe. Rinette Reynvaan is met ingang van 7 mei 2018 benoemd tot waarnemend burgemeester van Giessenlanden.
Vanaf 8 oktober 2020 was Ten Kate wethouder van Hoogeveen. Sinds 24 mei 2022 is hij wethouder van Hardenberg.